# Oh My God (thể thao điện tử)
Oh My God (OMG) là 1 tổ chức thể thao điện tử Trung Quốc. Đội tuyển Liên Minh Huyền Thoại OMG được thành lập vào tháng 5 năm 2012 và thi đấu tại giải đấu League of Legends Pro League (LPL). Đội tuyển đánh dấu lần đầu tiên xuất hiện tại giải chung kết thế giới ở giải vô địch thế giới Liên Minh Huyền Thoại mùa 3 năm 2013 và tiếp tục đủ điều kiện tham gia giải vô địch thế giới Liên Minh Huyền Thoại mùa 4 năm 2014.